# Franz Xaver Huber (Publizist)
Franz Xaver Huber (* 21. November 1755 in Munderfing 69 (Forsthaus, früher Bindersteghaus, im 20. Jh. abgetragen), Innviertel; † um 1809) war ein österreichischer Publizist und Historiker.

## Leben
Franz Xaver Huber war der Sohn des Bauern Johann Huber und seiner Frau Magdalena. Er absolvierte ab 1771 das Stiftsgymnasium Kremsmünster, kam 1781 nach Salzburg und unterrichtete die Zöglinge des Collegium Rupertinum, das jetzige Akademische Gymnasium Salzburg. Er verstarb um 1809 in Wien.

## Wirken
Ab 1790 war Franz Xaver Huber in Passau und gab den ’’Kurier an der Donau’’ und ab 1799 des ’’Wochenblatt für den Bürger und Landmann’’ heraus. Er übersiedelte später nach Wien. Wegen der Namensgleichheit werden gelegentlich dem Innviertler Werke des 1755 in Beneschau in Böhmen geborenen namensgleichen Schriftstellers und Librettisten Franz Xaver Huber zugeschrieben. Nicht alle Publikationen der beiden Zeitgenossen lassen sich jeweils eindeutig zuordnen.
Im Buch Geschichte Josephs II., römischen Kaisers, … behandelt Huber den nach dem Bayerischen Erbfolgekrieg 1779 geschlossenen Frieden von Teschen. 1779 besuchte Josef II. Böhmen und anschließend im Oktober des gleichen Jahres das Innviertel. Ausführlich befasst sich Huber mit dem Toleranzpatent, mit der Schließung von Kirchen und der Aufhebung von Klöstern. Die kirchlichen Reformen Josephs bewogen Papst Pius VI. 1782, zum Kaiser nach Wien zu reisen.
Aktenmäßige Geschichte der berühmten Salzburger Emigration: Das Salzburger Emigrationsedikt des Fürsterzbischofs Leopold Anton von Firmian von 1731 ordnete die Ausweisung der Salzburger Protestanten an. König Friedrich Wilhelm I. von Preußen siedelte Vertriebene in seinen Ostprovinzen an. Es wird von Huber in dieser Übersetzung des Buches von Giovanni Battista de Caspari (Gaspari) – der zur Zeit der Vertreibung in Salzburg lebte – der damalige kirchliche Standpunkt vertreten. Erst Erzbischof Andreas Rohracher bedauerte 1966 die Vertreibung.
In der Biographie Zum Andenken des seligen Menschenfreundes Sigmund Hafner schrieb Franz Xaver Huber über den Salzburger Kaufmann, Bürgermeister und Mäzen Sigmund Haffner (1699–1772). Wolfgang Amadeus Mozart komponierte für ihn die Haffner-Serenade KV 250. Dessen Sohn widmete er anlässlich der Erhebung in den Adelsstand die Haffner-Sinfonie KV 385. Nach ihm ist die Sigmund-Haffner-Gasse in Salzburg benannt. Sie führt vom Rathausplatz zur Franziskanerkirche.
Er ist Verfasser des Libretto des Oratoriums von Ludwig van Beethoven Christus am Ölberge, uraufgeführt 1803 (nicht von Franz Xaver Huber, geb. in Munderfing, sondern von Franz Xaver Huber, geb. in Beneschau).

## Werke
- Rudiger von Stahremberg, oder zwote Belagerung Wiens. Eine Rhapsodie. Episches Gedicht in 3 Gesängen. Oberer, Salzburg 1783.
- Zwey Gedichte auf den Tod König Friederichs des Zweyten in Preussen. Salzburg 1786.
- Frater Felizians merkwürdige Reise zum Kaiser Karl im Untersberg nächst Salzburg. Mayr, Salzburg 1787, Digitalisat (Zuordnung unklar).
- Zum Andenken des seligen Menschenfreundes Sigmund Hafner, Edlen von Imbachhausen. Salzburg 1787.
- Aktenmäßige Geschichte der berühmten salzburgischen Emigration. Mayersche Buchhandlung, Salzburg 1790, Digitalisat (Übersetzung von Giovanni Battista de Gaspari: Archiepiscoporum Salisburgensium res ad usque Westphalicos conventus in Lutheranismum gestae).
- Geschichte Josephs II., römischen Kaisers, Königs von Hungarn, und Böheim etc. Mößle & Steinsberg, Wien 1790, Digitalisat.
- Kann ein Schriftsteller, wie Herr Professor Hoffmann, Einfluss auf die Stimmung der deutschen Völker, und auf die Denkart ihrer Fürsten haben? An Herrn La Veaux, Verfasser des Strasburger französischen Couriers. Wien 1792 (Zuordnung unklar).
- Beytrag zur Characteristik und Regierungs-Geschichte der Kaiser Josephs II. Leopolds II. und Franz II. Zur Prüfung für die Zeitgenossen und zum Behufe für künftige Historio- und Biographen dieser Monarchen. Deferrières, Paris VIII [= 1799/1800], S. 105 ff., Digitalisat (Zuordnung unklar).

Herausgegebene Zeitschriften:
- Der oberdeutsche Freund der Wahrheit und Sittlichkeit. Eine periodische Schrift. Mayr, Salzburg 1787 f., ZDB-ID 528929-4.
- Kourier an der Donau. Passau 1790 ff., ZDB-ID 1365187-0.
- Das politische Sieb. Herausgegeben von einem Zeitungsklubb [sic]. Wien 1791–1792, Digitalisat (Zuordnung unklar)